# Syntemna daisetsuzana
Syntemna daisetsuzana is een muggensoort uit de familie van de paddenstoelmuggen (Mycetophilidae). De wetenschappelijke naam van de soort is voor het eerst geldig gepubliceerd in 1938 door Okada.